# بهشت شهدای بروجرد
بهشت شهدا نام گورستان قدیمی در شمال شهر بروجرد است. نام آن در گذشته جهان آباد بود و امروزه نیز در گویش محلی جون آواد نامیده می شود. اما در دهه 1360 از عنوان رسمی بهشت شهدا برای آن استفاده شد. از دورهٔ پهلوی تا کنون، بهشت شهدا یکی از مراکز اصلی مذهبی - فرهنگی مورد توجه مردم بروجرد و نواحی اطراف بوده است. دلایل اهمیت یافتن این قبرستان عبارتند از: 
- مدفون بودن تعدادی از مراجع و روحانیون سرشناس مانند آیت الله صاحب الزمانی
- وجود آرامگاه شخصیت های سیاسی و شناخته شده محلی
- وجود قطعه شهدا و مدفون شدن چند صد کشته جنگ ایران و عراق
- مدفون شدن کودکان استثنایی کشته شده در حمله موشکی به دو مدرسه در بروجرد

## تاریخچه
تا پایان دوره قاجار شهر بروجرد دارای چندین قبرستان کوچک بود که در نواحی مختلف حاشیه شهر و از جمله در مجاورت امام زاده جعفر پراکنده بودند. در دوره پهلوی، در بخشی از زمین های شمال شهر بروجرد آرامگاهی جدید به نام جهان آباد ایجاد شد و تدفین مردگان در بیشتر گورستان های موجود ممنوع شد. در اواسط دهه 1360 نام این گورستان به بهشت شهدا تغییر یافت. صدها تن از شهیدان جنگ تحمیلی و نیز برخی روحانیون و علمای نامدار در این گورستان خفته اند. بهشت شهدا در خیابان رودکی بروجرد قرار دارد.. این نام داشت نام قبرستان قدیمی بروجرد است که تا اوائل دهه هشتاد مورد استفاده بود و بعلت کمبود فضا با گورستان جدید (قبرستان دارالسلام بروجرد) جایگزین شد. 

## اعتراضات
در دهه 1380 خورشیدی طرحی برای بازسازی و مسقف نمودن قطعه شهدای بهشت شهدای بروجرد اجرا شد که بر اساس آن همه حفاظ ها و متعلقات اطراف قبرهای شهیدان برچیده شد و سنگ قبرهای یکسان برای همه مقبره ها به کار رفت. همچنین سراسر قطعه مذکور دارای سقف شد و دیوارهای اطراف آن بازسازی شد. به دنبال این مسئله جمع زیادی از مردم شهر و به ویژه خانواده های شهیدان مدفون در محل نسبت به این تغییرات گسترده اعتراض کردند  . مهمترین موضوع مورد اعتراض تخریب بافت سنتی و فرهنگی این قطعه و شبیه شدن آن به یک سالن اجتماعات بزرگ بود .

## مشاهیر به خاک سپرده‌شده در بهشت شهدا بروجرد
- آیت الله صاحب الزمانی
- محمد بروجردی
- محمود صارمی
- هادی خاتمی